# Petra Steger
Pour les articles homonymes, voir Steger.
Petra Steger, née le 4 octobre 1987 à Vienne, est une femme politique autrichienne.
Membre du Parti de la liberté d'Autriche (FPÖ), elle est députée au Conseil national. Elle est élue députée européenne en 2024.